# Maj 2021

## 31 maja
- Co najmniej 50 osób zginęło w wyniku ataku Sojuszu Sił Demokratycznych na wioski Boga i Tchabi w prowincji Ituri w Demokratycznej Republice Konga[1].
- Sąd w Hongkongu zapowiedział, że postępowanie sądowe przeciwko 47 działaczom prodemokratycznym oskarżonym o działalność wywrotową będzie kontynuowane 8 lipca 2021 roku. Po przedstawieniu dowodów pozwani będą mogli wnieść skargę, zanim sprawa zostanie skierowana do Wysokiego Trybunału. Większości aktywistom odmówiono zwolnienia za kaucją, a ostatnia sprawa dotyczyła Claudii Mo, której odmówiono zwolnienia za kaucją za wiadomości z zagranicznymi dziennikarzami za pośrednictwem WhatsApp[2].
- Duński nadawca publiczny DR ujawnił, że duńska Wojskowa Służba Wywiadowcza pomogła amerykańskiej Agencji Bezpieczeństwa Narodowego w szpiegowaniu europejskich przywódców, w tym kanclerz Niemiec Angeli Merkel, w latach 2012–2014. Zebrano również informacje dotyczące innych urzędników z Niemiec, Francji, Szwecji i Norwegii[3].
- Służba bezpieczeństwa Kirgistanu zatrzymała byłego premiera Ömürbeka Babanowa w śledztwie korupcyjnym dotyczącym kopalni złota Kumtor. Zatrzymany został również Asylbek Dżeenbekow, brat byłego prezydenta Sooronbaja Dżeenbekowa[4].

## 30 maja
- Dżihadyści z Boko Haram zaatakowali miasto Diffa w Nigerii, zabijając czterech cywilów i czterech żołnierzy. Sześciu napastników zostało zabitych przez siły bezpieczeństwa[5].
- Dwie osoby zginęły, a 20 zostało rannych podczas strzelaniny w hali w pobliżu Hialeah na Florydzie w Stanach Zjednoczonych[6].
- Przywódcy Wspólnoty Gospodarczej Państw Afryki Zachodniej zdecydowali o zawieszeniu członkostwa Mali w tej organizacji do końca lutego 2022 roku lub do powołania cywilnego premiera[7].
- Grecy cypryjscy udali się do urn, aby wybrać deputowanych do Izby Reprezentantów. Analitycy przewidywali rozdrobnienie parlamentu, ponieważ kwestie korupcji wywołane skandalem związanym z programem „obywatelstwo przez inwestycje” w kraju w 2020 roku oraz brakiem postępów w sporze cypryjskim zmniejszyły poparcie dla trzech głównych partii[8].
- Kolumbijczyk Egan Bernal (Ineos Grenadiers) zwyciężył w kolarskim wyścigu wieloetapowym Giro d’Italia[9].

## 29 maja
- Liczba osób znalezionych martwych w wyniku wypadku łodzi w stanie Kebbi w Nigerii trzy dni wcześniej wzrosła do 76[10].
- Siedem osób, w tym aktor Joe Lara i jego żona Gwen Shamblin Lara, zginęło w katastrofie lotniczej w Smyrnie w stanie Tennessee[11].
- Pandemia COVID-19: Według stanu na 29 maja liczba potwierdzonych zachorowań na całym świecie przekroczyła 170 milionów osób, zaś liczba potwierdzonych zgonów to ponad 3,5 miliona[12].
- Konflikt izraelsko-palestyński: W Wielkiej Brytanii protestujący zebrali się w Birmingham i Manchesterze, aby okazać solidarność z Palestyną. W Manchesterze protestujący zebrali się pod budynkiem BBC w MediaCityUK, podczas gdy protestujący palili izraelskie flagi w Birmingham[13][14]. Z kolei w Waszyngtonie ponad 1000 protestujących zgromadziło się pod Mauzoleum Abrahama Lincolna, aby wzywać do zaprzestania pomocy ze Stanów Zjednoczonych dla Izraela[15].
- Brazylijskie ruchy społeczne zorganizowały demonstracje w największych miastach Brazylii przeciwko rządowi prezydenta Jaira Bolsonaro. Chociaż żądania protestujących były zróżnicowane, to głównym tematem było niewłaściwe postępowanie w związku z pandemią koronawirusa[16].
- Zespół z Cardiff University stworzył pierwszą replikę 3D materiału spinowo–lodowego, który umożliwia generowanie monopoli magnetycznych. Następnie wykorzystano mikroskopię sił magnetycznych do wizualizacji ładunków magnetycznych obecnych na urządzeniu, umożliwiając zespołowi śledzenie ruchu jednobiegunowych magnesów w strukturze 3D[17].
- W finale Ligi Mistrzów UEFA rozgrywanym w Porto Chelsea pokonała Manchester City 1:0[18].

## 28 maja
- Masowy grób zawierający szczątki 215 rdzennych dzieci został odkryty na terenie dawnej szkoły mieszkalnej Kamloops Indian Residential School w Kolumbii Brytyjskiej w Kanadzie[19].
- Rząd Federalny Niemiec oficjalnie uznał popełnienie przez kraj ludobójstwa Herero i Namaqua podczas kolonialnych rządów Niemiec w Namibii. Niemiecki minister spraw zagranicznych Heiko Maas obiecał wypłacić w ciągu 30 lat reparacje o wartości 1,1 mld euro (1,34 mld USD) dla potomków ludu Herero i Namaqua[20].
- Malijski Trybunał Konstytucyjny ogłosił pułkownika Assimi Goitę tymczasowym prezydentem kraju po aresztowaniu przez wojsko prezydenta Ba N’Daou i premiera Moctara Ouane'a 24 maja 2021 roku[21].
- Sąd w Hongkongu skazał działaczy prodemokratycznych na karę więzienia za nielegalne zgromadzenie w 2019 roku. Kary wahają się od 18 miesięcy pozbawienia wolności dla socjaldemokratów Leung Kwok-hunga (znanego również jako Długowłosy) i Figo Chana do 14 miesięcy więzienia dla demokraty Avery Ng i potentata Jimmyego Laia. Wyroki te pojawiły się kilka dni przed rozpoczęciem masowego procesu przeciwko działaczom prodemokratycznym oskarżonym o działalność wywrotową[22].
- Rada Bezpieczeństwa ONZ zatwierdziła sporządzoną przez Stany Zjednoczone rezolucję w sprawie przedłużenia do 31 maja 2022 roku embarga na broń nałożonego na Sudan Południowy od 2018 roku. Poczyniono takie kroki ze względu na nasilającą się przemoc i powtarzające się naruszenia praw człowieka w tym kraju[23].
- Prezydent Turcji Recep Tayyip Erdoğan zainaugurował Meczet Taksim w Stambule. Jego budowa została uznana za kontrowersyjną, ponieważ jego lokalizacja została uznana za przestrzeń świecką, a wcześniejsze plany budowy w pobliżu parku Gezi przyczyniły się do protestów w 2013 roku[24].

## 27 maja
- Co najmniej 22 cywilów zginęło w masowym ataku nożami i maczetami podczas nalotu na wioski w pobliżu miasta Beni we wschodniej Demokratycznej Republice Konga. Podejrzewano, że za atakiem stali islamscy bojownicy[25].
- W stanie Kebbi w Nigerii znaleziono 45 martwych ciał po zatonięciu łodzi dzień wcześniej. Nadal  ponad 100 innych osób jest uznane za zaginione[26].
- W wyniku katastrofy łodzi u wybrzeży Florydy zginęły dwie osoby. Osiem innych zostało uratowanych. Łódź wypłynęła z Kuby 23 maja 2021 roku[27].
- Konflikt izraelsko-palestyński: Rada Praw Człowieka ONZ zezwoliła na otwarte dochodzenie w sprawie naruszeń praw człowieka popełnionych podczas konfliktu. Autonomia Palestyńska z zadowoleniem przyjęła tę decyzję, podczas gdy izraelski premier Binjamin Netanjahu potępił ją jako „kolejny przykład rażącej antyizraelskiej obsesji Rady Praw Człowieka ONZ” i deklaruje, że Izrael nie będzie współpracował w dochodzeniu[28].
- Kryzys konstytucyjny na Samoa: Prokurator generalny Samoa, Savalenoa Mareva Betham Annandale, złożył petycję o zdyskwalifikowanie Sądu Najwyższego z przewodniczenia dalszemu kwestionowaniu wyników wyborów powszechnych na Samoa w 2021 roku. Annandale skrytykował Sąd Najwyższy za orzeczenie na korzyść opozycyjnej partii FAST, kierowanej przez Naomi Mataʻafę, w czterech poprzednich orzeczeniach[29].
- Premier Somalii Mohamed Hussein Roble zapowiedział, że wybory prezydenckie odbędą się w ciągu 60 dni po dwumiesięcznym impasie wywołanym przez obecnego prezydenta Mohameda Abdullahi Mohameda, który odmówił opuszczenia urzędu po wygaśnięciu jego kadencji 8 lutego tegoż roku. Impas doprowadził również do gwałtownych protestów w Mogadiszu[30].
- Prezydent Filipin Rodrigo Duterte podpisał ustawę, która podzieli prowincję Maguindanao na dwie nowe prowincje: Maguindanao del Norte i Maguindanao del Sur. Większość mieszkańców Maguindanao będzie musiała zatwierdzić utworzenie nowych prowincji w plebiscycie, który odbędzie się w ciągu 90 dni[31].

## 26 maja
- Dziewięć osób zostało zabitych przez napastnika podczas strzelaniny na stacji kolejowej Santa Clara Valley Transportation Authority w San Jose w Kalifornii. Następnie sprawca popełnił samobójstwo. Jest to najbardziej śmiertelna strzelanina masowa w rejonie Zatoki Kalifornijskiej od 1993 roku[32].
- Cztery osoby zginęły, a 156 innych zaginęło po tym, jak prom płynący między stanem Niger a Kebbi w Nigerii zatonął w rzece Niger[33].
- Irackie siły bezpieczeństwa aresztowały Qasima Musliha, starszego dowódcę Sił Mobilizacji Ludowej i przywódcę frakcji z prowincji Al-Anbar, za jego rolę w atakach na bazę lotniczą Al Asad i zabicie dwóch działaczy obywatelskich[34].
- Konflikt izraelsko-palestyński:

- Dáil Éireann jednogłośnie przegłosowała wniosek złożony przez opozycyjną organizację Sinn Féin, potępiającą izraelskie osiedla jako reprezentujące faktyczną aneksję ziemi palestyńskiej. Tym samym Irlandia stała się pierwszym członkiem Unii Europejskiej, który wydał takie potępienie. Minister spraw zagranicznych Simon Coveney wezwał rząd do przyjęcia wniosku. Jednak poprawka wzywająca do wydalenia izraelskiego ambasadora i nałożenia sankcji na Izrael została odrzucona głosami 87–43.
- Minister spraw zagranicznych Kataru Muhammad ibn Abd ar-Rahman ibn Dżasim Al Sani obiecał 500 mln dolarów na pomoc w odbudowie Strefy Gazy po ustaniu przemocy między Palestyną a Izraelem.

- Były prezydent Republiki Południowej Afryki Jacob Zuma nie przyznał się do wielu zarzutów, w tym korupcji, oszustw, haraczy i prania brudnych pieniędzy, związanych z transakcją zbrojeniową o wartości 2 miliardów dolarów z 1999 roku. Zuma powiedział, że zarzuty były motywowane politycznie przez rządzący Afrykański Kongres Narodowy[37].
- Prezydent Szwajcarii Guy Parmelin ogłosił, że jego kraj zerwał rozmowy z Unią Europejską w sprawie ewentualnej umowy o współpracy, podkreślając impas w kwestiach pomocy państwa, ochrony płac i swobody przemieszczania się[38].
- Ubiegający się o kolejną reelekcję Baszszar al-Asad zwyciężył w wyborach prezydenckich w Syrii, zdobywając według oficjalnych danych 95,1% głosów[39].
- Prezydent Iranu Hasan Rouhani ogłosił, że wszelkie kopanie kryptowalut zostanie zakazane do 22 września 2021 roku, obwiniając nielegalne wydobycie za spowodowanie serii przerw w dostawie prądu[40].
- Miało miejsce całkowite zaćmienie Księżyca, drugie najkrótsze w XXI wieku, które trwało zaledwie 14 minut. Nazwane Super Flower Blood Moon, zaćmienie było widoczne nad Oceanem Spokojnym i Oceanią, przy czym Azja Południowa i Wschodnia widziała zaćmienie podczas wschodu Księżyca, a Ameryka widziała zaćmienie podczas zachodu Księżyca[41].
- Po przeprowadzeniu ostatnich testów genetycznych na Uniwersytecie Yale, Park Narodowy Galapagos w Ekwadorze potwierdził, że samica żółwia odkryta przez naukowców dwa lata temu to żółw Galapagos z wyspy Fernandina. Przed tym ponownym odkryciem uważano, że gatunek wymarł przez ponad sto lat temu[42].

## 25 maja
- Cztery osoby zginęły w strzelaninie w kompleksie mieszkalnym w West Jefferson w stanie Ohio[43].
- Jeden protestujący został zabity, a dziesiątki zostało rannych, gdy policja zaatakowała protestujących na placu Tahrir w Bagdadzie (Irak), gdzie setki osób maszerowało, domagając się zakończenia ukierunkowanych zabójstw wybitnych dziennikarzy i aktywistów[44].
- Trzeciego dnia protestów gospodarczych w Omanie protestujący przeprowadzili okupacjeę mostu w Suhar, a podobne protesty odbywły się w Ar-Rustak, Nizwa i Sur[45].
- Rada Strażników Iranu formalnie zatwierdziła siedmiu kandydatów do startu w tegorocznych wyborach prezydenckich. Z kolei obecny wiceprezydent Eshaq Jahangiri, były przewodniczący parlamentu Ali Laridżani, były prezydent Mahmud Ahmadineżad i wszyscy reformistyczni kandydaci zostali odrzuceni[46].
- Kostaryka została 38. członkiem Organizacji Współpracy Gospodarczej i Rozwoju[47].
- MV X-Press Pearl, kontenerowiec pływający pod banderą Singapuru, przewożący kosmetyki i chemikalia, w tym 25 ton kwasu azotowego, zapalił się u wybrzeży Sri Lanki. Ratownicy ewakuowali całą załogę ze statku i poinformowali, że dwie osoby zostały ranne[48].
- Eksplozja i późniejszy pożar w elektrowni Callide C spowodowały znaczną przerwę w dostawie prądu, która dotknęła ponad 375 tys. obiektów w Queensland w Australii. Generator wypełniony wodorem uległ poważnej awarii, co spowodowało uszkodzenia, których naprawa zajmie miesiące[49].

## 24 maja
- Potwierdzono śmierć 32 osób po erupcji wulkanu Nyiragongo w Demokratycznej Republice Konga dwa dni wcześniej[50].
- 16 osób zginęło w strzelaninie w gminie Vizcatán del Ene, Region Junín w Peru. Podejrzewa się, że za atakiem stała dysydencka frakcja Świetlisty Szlak[51].
- 213 osób zostało rannych, w 47 poważnie w wyniku kolizji dwóch pociągów między stacjami KLCC LRT i Kampung Baru LRT na linii Kelana Jaya w Kuala Lumpur w Malezji[52].
- Lot Ryanair 4978:

- W odpowiedzi na uziemienie Lotu Ryanair 4978 i aresztowanie działacza Ramana Pratasiewicza, litewski rząd zamknął swoje lotniska dla lotów z Białorusi i wezwał swoich obywateli do opuszczenia kraju. Linie Wizz Air, Austrian Airlines i Air Baltic zmieniły trasy swoich lotów, aby ominąć białoruską przestrzeń powietrzną. Z kolei Unia Europejska zakazała wszystkim białoruskim liniom lotniczym korzystania z lotnisk i przestrzeni powietrznej UE w odpowiedzi na porwanie oraz nałożyła sankcje na urzędników, którzy byli prawdopodobnie zaangażowani w operację.
- Prezydent USA Joe Biden potępił Białoruś za porwanie i aresztowanie Pratasiewicz i stwierdził, że jego administracja „opracuje odpowiednie opcje”. Senatorowie USA Richard Durbin i Marco Rubio wezwali Bidena do wprowadzenia zakazu lotów na Białoruś. Z kolei rzecznik Hamasu Fawzi Barhoum odrzucił twierdzenia białoruskich władz, że dywersja była spowodowana przez zagrożenie bombowe z ich strony.

- Zamach stanu w Mjanmie: Obalona przywódczyni Aung San Suu Kyi pojawiła się osobiście w sądzie po raz pierwszy od puczu w lutym, aby stawić czoła zarzutom, w tym „podżeganiu do buntu”. Podczas 30-minutowego przesłuchania Aung San Suu Kyi odmówiła odpowiedzi na protesty z powodu rzekomego braku informacji z zewnątrz, życzyła swoim ludziom dobrego zdrowia i wyraziła poparcie dla swojej partii, która stanęła w obliczu rozpadu poprzez działania junty[57].
- Omańska policja użyła gazu łzawiącego wobec protestujących w mieście Suhar. Od 23 maja 2021 roku Omanowie w głównych miastach kraju rozpoczęli protesty przeciwko brakowi pracy i pogarszającym się warunkom gospodarczym[58].
- Kryzys konstytucyjny na Samoa: Obecny premier Tuilaʻepa Sailele Malielegaoi odmówił oddania władzy niedawno wybranej premier Naomi Mata'afie. Rzecznik FAST nazwał ruch Malielegaoi "zamachem stanu". Premier Nowej Zelandii Jacinda Ardern wezwała do utrzymania demokracji i prawa, ale odrzuciła jakąkolwiek rolę interwencjonistyczną, podczas gdy Mikronezja została pierwszym krajem, który uznał legitymację rządu Mata'afy. Posłowie Mataʻafy i FAST pozostali poza parlamentem w dniu otwarcia nowej sesji legislacyjnej[59][60].
- Guillermo Lasso został zaprzysiężony na prezydenta Ekwadoru[61].
- Grupa wojskowych pod dowództwem Assimi Goity przeprowadziła udany zamach stanu. Prezydent Ba N'Daou, premier Moctar Ouane i minister obrony Souleymane Doucoure zostali aresztowani[62].
- We Francji w wieku 101 lat zmarł Josep Almudéver Mateu, ostatni żyjący członek Brygad Międzynarodowych, które uczestniczyły w hiszpańskiej wojny domowej[63].

## 23 maja
- 14 osób zginęło, a jedna została ranna, gdy kolejka linowa Stresa-Alpino-Mottarone w Piemoncie we Włoszech zawaliła się i upadła na ziemię[64].
- Niezidentyfikowane źródło podało, że północnokoreański transportowiec Chongbong o masie 5500 ton, który znajduje się na czarnej liście Rady Bezpieczeństwa ONZ, tonie wraz z 6500 tonami żelaza u wybrzeży prefektury Shimane w zachodniej Japonii. Wszystkich 21 członków załogi zostało uratowanych przez północnokoreański statek naftowy przepływający w pobliżu[65].
- Lot Ryanair 4978: Opozycja wobec prezydenta Białorusi Alaksandra Łukaszenki oskarżyła białoruski rząd o przekierowanie Lotu Ryanair 4978 z Aten w Grecji do Wilna na Litwie i zmuszenie go do lądowania w Mińsku w celu aresztowania przebywającego na pokładzie opozycyjnego dziennikarza i działacza Ramana Pratasevicha. Chociaż motywem przymusowego lądowania było rzekome zagrożenie bombowe, nie znaleziono żadnych materiałów wybuchowych[66]. Z kolei NATO domagało się międzynarodowego śledztwa w sprawie zmiany kierunku lotu Ryanair przez Białoruś[67].
- Konflikt izraelsko-palestyński: Izraelska policja ogłosiła, że od 9 maja 2021 roku aresztowała ponad 1550 demonstrantów, w większości Palestyńczyków, za rzekome zakłócanie spokoju i że w najbliższych dniach aresztują setki kolejnych[68].
- Kryzys konstytucyjny na Samoa: Sąd Najwyższy Samoa uchylił proklamację głowy państwa Tuimalealiʻifano Vaʻaletoa Sualauvi II, który zawiesił 24 maja otwarcie parlamentu. Orzeczenie, w którym stwierdzono, że Sualauvi postąpił bezprawnie, pozwoliło na otwarcie parlamentu zgodnie z wcześniejszym planem[69]. Z kolei Marszałek Zgromadzenia Ustawodawczego Samoa Leaupepe Toleafoa Faafisi zapowiedział, że nie zwoła tego dnia nowej sesji parlamentu, sprzeciwiając się nowej decyzji Sądu Najwyższego[70].
- Zamach stanu w Mjanmie: Niemal 126 tys. nauczycieli zostało zawieszonych za przyłączenie się do ruchu obywatelskiego nieposłuszeństwa oraz sprzeciw wobec junty wojskowej. Rzecznik federacji nauczycieli powiedział, że posunięcie to nastąpiło tuż przed rozpoczęciem nowego roku szkolnego w kraju[71].
- Akcjonariusze Tribune Publishing zatwierdzili umowę sprzedaży dziewięciu gazet, w tym Chicago Tribune, The Baltimore Sun i New York Daily News, na rzecz Alden Global Capital, który jest właścicielem m.in. Boston Herald, The Denver Post i The Mercury News za pośrednictwem sieci Digital First Media. Dzięki Tribune Alden będzie drugim co do wielkości wydawcą gazet w Stanach Zjednoczonych, po Gannett[72].

## 22 maja
- 21 biegaczy zmarło, a ośmiu zostało kontuzjowanych, gdy silny wiatr i marznący deszcz uderzyły w maraton w Jingtai, Gansu w Chinach[73].
- Doszło do erupcji wulkanu Nyiragongo w Demokratycznej Republice Konga. Tysiące osób zostało ewakuowanych się z miasta Goma[74].
- Konflikt izraelsko-palestyński: Protestujący zebrali się pod miejscem zamieszkania izraelskiego premiera Binjamina Netanjahu w Jerozolimie, oskarżając go o celowe eskalowanie konfliktu między Izraelem a Strefą Gazy w celu utrzymania jego władzy[75]. Ponadto ponad 180 tys. protestujących zgromadziło się w Hyde Parku w Londynie, aby okazać solidarność z Palestyną. Był to jak dotąd największy protest pro-palestyński w historii Wielkiej Brytanii. Protesty miały miejsce również w Bristolu, Peterborough i Nottingham[76]. Ponad 1000 osób zgromadziło się na Placu Republiki w Paryżu, aby protestować solidarność z Palestyną. W przeciwieństwie do protestów, które miały miejsce na początku tego miesiąca, ten został zaakceptowany przez władze[77].
- Zamach stanu w Mjanmie: W swoim pierwszym wywiadzie od czasu przewrotu przywódca junty Min Aung Hlaing powiedział, że obalona przywódczyni Aung San Suu Kyi jest zdrowa i wkrótce pojawi się w sądzie[78].
- Samoańska głowa państwa, Tuimalealiʻifano Vaʻaletoa Sualauvi II, wydał proklamację uniemożliwiającą Zgromadzeniu Ustawodawczemu Samoa zebranie się 24 maja 2021 roku bez wyjaśnienia, co wywołało kryzys konstytucyjny. Liderka opozycji Naomi Mataʻafa z FAST miała zostać wybrana na premiera na najbliższej sesji w następstwie orzeczenia Sądu Najwyższego podtrzymującego wyniki wyborów parlamentarnych[79][80].
- Prezydent Nepalu Bidhya Devi Bhandari rozwiązała parlament i wezwała do nowych wyborów w listopadzie tegoż roku. Decyzja zapadła na polecenie premiera KP Sharmy Oli. To już drugi raz od sześciu miesięcy, kiedy parlament został rozwiązany w wyniku kryzysu politycznego[81].
- Zespół reprezentujący Włochy, Måneskin z utworem „Zitti e buoni”, wygrał finał 65. Konkursu Piosenki Eurowizji, który odbył się Rotterdamie w Holandii. To pierwsze zwycięstwo tego kraju od 1990 roku[82]. Z kolei Wielka Brytania była pierwszym krajem, który uzyskał „zero punktów” zarówno od telewizji, jak i od jury od czasu wprowadzenia obecnego systemu głosowania w 2016 roku[83].

## 21 maja
- Konflikt izraelsko-palestyński:

- Pod gruzami zbombardowanych budynków w Gazie znaleziono 10 ciał, co oznacza wzrost liczby ofiar śmiertelnych do 243 osób. Ponadto Rozpoczęło się zawieszenie broni uzgodnione przez Izrael i Hamas. Z kolei izraelskie siły bezpieczeństwa zaatakowały granatami ogłuszającymi i gumowymi kulami Palestyńczyków uczestniczących w piątkowych modlitwach w meczecie Al-Aksa, a także bili pałkami dziennikarzy na miejscu zdarzenia, raniąc co najmniej 20 osób.
- Siedem osób zostało zabitych, a 14 innych zostało rannych w zamachu bombowym podczas wiecu solidarnościowego z Palestyną w Ćamanie, Beludżystan w Pakistanie. Z kolei Indonezyjscy islamiści protestowali przeciwko amerykańskiemu wsparciu dla Izraela w ambasadzie USA w Dżakarcie. Protestujący domagali się również zaprzestania izraelskich nalotów na Strefę Gazy pomimo zawieszenia broni. Ponadto w Toronto aktywiści pomalowali konsulat izraelski „rzeką krwi”, która miała symbolizować 200 Palestyńczyków, którzy zginęli podczas konfliktu.

- W wypadku, który prawdopodobnie został spowodowany przez emisję metanu, zginęło dziesięć osób, cztery zostały ranne, a kilka osób uznano za zaginione w oczyszczalni ścieków poza miastem Taganrog w rosyjskim obwodzie rostowskim[89].
- W katastrofie samolotu Sił Powietrznych Nigerii w pobliżu międzynarodowego lotniska Kaduna, zginął dowódca armii nigeryjskiej Ibrahim Attahiru oraz kilku jego pomocników[90].
- Grupa G7 zgodziła się na zaprzestanie międzynarodowego finansowania projektów węglowych emitujących dwutlenek węgla do końca tego roku i wycofanie takiego wsparcia dla wszystkich paliw kopalnych[91].
- Bundestag zagłosował za zakazem uboju piskląt płci męskiej, który miałby wejść w życie od 1 stycznia 2022 roku. Zakaz ten sprawi, że Niemcy będą pierwszym krajem, który wprowadził ustawowy zakaz uboju samców. Minister rolnictwa Julia Klöckner, która była sponsorem tej ustawy, powiedziała, że nie uważa, aby ubój piskląt był „etycznie akceptowalny”[92].
- CNA Financial, siódmy co do wielkości komercyjny ubezpieczyciel w Stanach Zjednoczonych, ujawnił, że w marcu 2021 roku był celem ataku ransomware i zapłacił 40 milionów dolarów grupie o nazwie Phoenix dwa tygodnie po kradzieży danych firmy, a urzędnicy CNA zostali zablokowani w swojej sieci. Hakerzy wykorzystali złośliwe oprogramowanie o nazwie Phoenix Locker, będący wariantem oprogramowania ransomware o nazwie "Hades", który według ekspertów ds. cyberbezpieczeństwa został stworzony przez rosyjski syndykat cyberprzestępców znany jako Evil Corp. W grudniu 2019 roku Departament Skarbu ogłosił sankcje wobec 17 osób i sześciu podmiotów powiązanych z Evil Corp[93][94].
- Stuart Pivar, kolekcjoner sztuki z Nowego Jorku, powiedział, że na aukcji odnalazł dawno zaginione arcydzieło Vincenta van Gogha zatytułowane „Auvers, 1890”. Obraz został wysyłany do Muzeum van Gogha w Amsterdamie, ponieważ poproszono o jego obejrzenie i uwierzytelnienie. Obraz, podpisany na odwrocie "Vincent" i datowany na 1890 r., To kwadratowa panorama doliny Auvers-sur-Oise o wymiarach 36 na 36 cali, przedstawiająca mozaikę pól pszenicy przeciętych linią kolejową. Obraz nosi również etykietę kolekcjonera sztuki Jonasa Nettera. Po uwierzytelnieniu dzieło byłoby największym obrazem van Gogha i jego jedynym obrazem w formacie kwadratu[95].

## 20 maja
- Wojna w Afganistanie: W dwóch zamachach zginęło 13 cywilów w prowincjach Helmand i Ghor. Ponadto bojownicy zatrzymali autobus z Hazarami w zachodnim Afganistan i zabili trzy osoby[96].
- W więzieniu w Quetzaltenango w Gwatemali wybuchły walki między rywalizującymi gangami, w wyniku których zginęło siedem osób[97].
- Konflikt izraelsko-palestyński:

- Izrael oraz Hamas zgadzają się na zawieszenie broni w celu powstrzymania nalotów w Gazie i wystrzeliwania rakiet na Izrael. W ciągu 11 dni konfliktu zginęły 232 osoby w Gazie i 11 w Izraelu. Egipt zgodził się obserwować wprowadzenie zawieszenia broni. Z kolei amerykański senator Bernie Sanders z Vermont wprowadził rezolucję, która zablokowała sprzedaż broni za 735 milionów dolarów do Izraela w odpowiedzi na konflikt między Izraelem a Gazą.
- Na środkowym Manhattanie pro-palestyńscy i proizraelscy protestujący starli się na Times Square pomimo ogłoszenia zawieszenia broni między Izraelem a bojownikami Hamasu. Jeden z protestujących doznał lekkiego oparzenia od fajerwerków.

- Urzędnicy nigeryjskiego wywiadu stwierdzili, że przywódca Boko Haram, Abubakar Shekau, zginął lub jest ciężko ranny w wyniku zdetonowania materiałów wybuchowych we własnym domu w celu uniknięcia schwytania przez rywalizującą frakcję Państwo Islamskie – Afryka Zachodnia. W ataku zginęło również kilku innych członków Boko Haram. Jednak żadne inne źródła nie potwierdziły śmierci Shekau[101].
- Wojna domowa w Jemenie (od 2015): Stany Zjednoczone nałożyły sankcje na dwóch przywódców Huti za udział w kampanii w prowincji Marib[102].
- W wyniku pożarów w Attyce w Grecji ewakuowano kilka wiosek i klasztorów, ponieważ pożary rozprzestrzeniły się po całym paśmie górskim Geraneia[103].
- Etiopia ogłosiła, że będzie kontynuować plany rozpoczęcia wytwarzania energii z kontrowersyjnej Tamy Wielkiego Odrodzenia w nadchodzącej porze deszczowej między czerwcem a sierpniem. MSZ stwierdziło również, że nie będzie tolerować „żadnego posunięcia, które ma na celu zakłócenie procesu napełniania wodą, jego funkcjonowania i odprowadzania wody”[104].
- W następstwie ataku na Colonial Pipeline, podczas przesłuchania podkomisji ds. cyberprzestępczości w Senacie ujawniono, że Departament Bezpieczeństwa Krajowego nie został ostrzeżony o cyberataku i że Departament Sprawiedliwości nie został powiadomiony o rodzaju lub kwocie okupu, co skłoniło do dyskusji na temat przypływu informacji w rządzie i trudności w dzieleniu się między nimi[105]. Z kolei firma analityczna Elliptic opublikowała raport dotyczący portfela bitcoinów, pokazujący, że w ciągu ostatniego roku wypłacono 90 milionów dolarów okupu w bitcoinach na rzecz DarkSide lub podmiotów stowarzyszonych z DarkSide, pochodzących z 47 różnych portfeli. Według publikacji DarkTracer od maja 2019 roku z 2226 organizacji, będących ofiarami cyberataków, 99 z nich było zainfekowanych złośliwym oprogramowaniem DarkSide. Deweloper DarkSide otrzymał bitcoiny o wartości 15,5 miliona dolarów (17%), a pozostałe 74,7 miliona dolarów (83%) trafiło do różnych podmiotów stowarzyszonych[106][107].
- Argentyńscy hodowcy bydła rozpoczęli dziewięciodniowy protest przeciwko wprowadzeniu przez rząd miesięcznych ograniczeń w eksporcie mięsa w celu powstrzymania inflacji. Rolnicy zgodzili się na wstrzymanie sprzedaży bydła do rzeźni podczas protestu[108].
- Założyciel ByteDance, Zhang Yiming, którego firma jest właścicielem TikToka, ogłosił, że ustąpi ze stanowiska dyrektora generalnego, a jego miejsce zajmie szef zasobów ludzkich Rubo Liang[109].
- Microsoft zapowiedział zaprzestanie wsparcia przeglądarki Internet Explorer 15 czerwca 2022 roku[110].

## 19 maja
- Bojownicy Asz-Szabab urządzili zasadzkę na patrol w hrabstwie Lamu w Kenii, zabijając siedmiu żołnierzy[111].
- Konflikt izraelsko-palestyński:

- Premier Izraela Binjamin Netanjahu i urzędnicy palestyńscy stwierdzili, że walki między Izraelem a Palestyną będą kontynuowane, jednocześnie pracując nad zawieszeniem broni. Z kolei Stany Zjednoczone odrzuciły rezolucję Rady Bezpieczeństwa ONZ, która wzywała do zawieszenia broni w konflikcie między Izraelem a Gazą.
- Propalestyńscy protestujący zebrali się w fabryce dronów w Leicester w związku z jej powiązaniami z izraelską fabryką broni Elbit Systems. Ponadto w Kuwejcie protestujący spalili izraelskie flagi i zebrali się w obronie Palestyny. Protestujący odrzucili również porozumienia normalizacyjne podpisane przez Bahrajn i Zjednoczone Emiraty Arabskie.

- Wojna domowa w Kolumbii (1964–2016): Siły Rebelii potwierdziły, że były przywódca Rewolucyjnych Sił Zbrojnych Kolumbii Jesús Santrich został zabity w operacji transgranicznej w Zulia w Wenezueli przez Narodową Armię Kolumbii. Pięciu innych zginęło podczas operacji 17 maja tegoż roku. Santrich był poszukiwany przez Stany Zjednoczone pod zarzutem handlu narkotykami[116].
- Administracja Bidena znosi sankcje na projekt gazociągu Nord Stream 2 między Rosją a Niemcami. Pomimo osobistego sprzeciwu Joego Bidena wobec projektu, Departament Stanu USA stwierdził, że doszedł do wniosku, iż odstąpienie od sankcji leży w „interesie narodowym USA”[117].
- W Stanach Zjednoczonych hrabstwa Baker, Grant, Lake, Malheur i Sherman w stanie Oregon zaaprobowały środki, które wymagałyby od urzędników hrabstw podjęcia kroków w celu promowania przesunięcia granicy Idaho na zachód w celu włączenia ich populacji. Hrabstwa te dołączyły do okręgów Jefferson i Union, które już przyjęły podobne środki, podczas gdy hrabstwa Douglas i Harney zagłosują nad podobnymi środkami w nadchodzących wyborach[118].

## 18 maja
- Co najmniej 26 osób zginęło, a 53 uznano za zaginione po zatonięciu barki ONGC P305 u wybrzeży Bombaju w Indiach podczas złej pogody[119].
- Uzbrojeni napastnicy dokonali szturmu na kościół podczas chrztu we wsi w Burkinie Faso i otworzyli ogień, zabijając 15 osób[120].
- Pięciu bojowników Grupy Abu Sajjafa zginęło podczas strzelaniny z policją w Beaufort, Sabah, Malezja. Wszyscy zabici byli Filipińczykami[121].
- Konflikt izraelsko-palestyński:

- Liczba ofiar śmiertelnych nalotów izraelskich w Gazie wzrosła do co najmniej 217 zabitych, a około 1500 osób zostało rannych. Główne laboratorium COVID-19 w Gazie zostało zniszczone przez nalot, w wyniku czego wszystkie testy COVID-19 zostały wstrzymane. Na Zachodnim Brzegu zginęło czterech kolejnych protestujących. Z kolei IDF doniosło o śmierci 160 członków Hamasu i Islamskiego Dżihadu. Jednak zgonów nie potwierdziły ani wspomniane organizacje, ani władze palestyńskie, które zgłosiły mniejszą liczbę zabitych bojowników. Ponadto rakieta Hamasu zabiła dwóch tajlandzkich robotników i raniła 10 innych w południowym Izraelu, zwiększając liczbę ofiar śmiertelnych w kraju do 12. Następnie izraelska policja ostrzelała granatami ogłuszającymi i gumowymi kulami oraz spryskała wodą protestujących zgromadzonych przy Bramie Damasceńskiej na Starym Mieście w Jerozolimie. Jeden Palestyńczyk został zabity, a 10 rannych po tym, jak izraelskie siły bezpieczeństwa otworzyły ogień do demonstrantów maszerujących w wojskowym punkcie kontrolnym na osiedlu Bet El na Zachodnim Brzegu. Do starć doszło również w Hebronie, Betlejem, Nablusie i Budrus.
- Arabscy Amerykanie w Dearborn w stanie Michigan protestowali w całym mieście podczas wizyty prezydenta USA Joego Bidena w kompleksie Ford River Rouge w związku z poparciem przez Stany Zjednoczone odpowiedzi Izraela na ataki z Gazy. Następnie Indonezyjczycy zebrali się w ambasadzie USA w Dżakarcie, aby solidaryzować się z Palestyną i żądać zakończenia izraelskich nalotów w Gazie. Ponadto Palestyńczycy na Zachodnim Brzegu, we Wschodniej Jerozolimie i społecznościach wewnątrz Izraela organizują strajk generalny w proteście przeciwko izraelskiemu bombardowaniu Strefy Gazy i eksmisjom Palestyńczyków w Asz-Szajch Dżarrah. Komitet Centralny Fatahu nazwał to „dniem wściekłości”.

- Urzędnicy w Kirgistanie i Tadżykistanie ogłosili, że zgodzili się na wspólne kontrole bezpieczeństwa po starciach obu państw na granicy[130].
- Trzy chińskie stowarzyszenia branżowe ogłosiły we wspólnym oświadczeniu, że instytucje finansowe i firmy płatnicze mają zakaz oferowania usług związanych z transakcjami kryptowalutowymi, podkreślając ich dużą zmienność. Chiny już wcześniej zakazały lub ograniczyły dostęp do giełd kryptowalut i blokowały strony internetowe, które oferowały pierwsze kryptowaluty[131].

## 17 maja
- Konflikt izraelsko-palestyński:

- Liczba ofiar w Gazie spowodowanych izraelskimi nalotami wzrosła do 212 osób. Premier Izraela Binjamin Netanjahu powiedział, że rozkazał Siłom Obronnym Izraela kontynuowanie ataków w Gazie, w tym celów Hamasu. Z kolei administracja Bidena zatwierdziła sprzedaż broni Izraelowi o wartości 735 milionów dolarów. Ponadto biura katarskiego oddziału Czerwonego Półksiężyca zostały zniszczone w wyniku izraelskiego nalotu, w wyniku którego zginęło dwóch Palestyńczyków, a 10 innych zostało rannych. Ministerstwo Spraw Zagranicznych Kataru potępiło atak.
- Protestujący zebrali się w Sanie w Jemenie, aby zaprotestować przeciwko izraelskim atakom na Strefę Gazy. Podczas protestu widać było demonstrantów wzywających do bojkotu towarów izraelskich i amerykańskich, a także skandujących „Śmierć Ameryce” i „Śmierć Izraelowi”.

- Prezydent Turcji Recep Tayyip Erdoğan stwierdził, że siły bezpieczeństwa zabiły Sofi Nurettina, wysokiego rangą członka Partii Pracujących Kurdystanu, w północnym Iraku[137].
- Pandemia COVID-19: Według stanu na 17 maja liczba potwierdzonych zachorowań na całym świecie przekroczyła 164 miliony osób, zaś liczba potwierdzonych zgonów to ponad 3,4 miliona[138].
- Kandydaci niezależni zdobywają największą liczbę mandatów w wyborach do Konwentu Konstytucyjnego Chile. Tradycyjne centroprawicowe i centrolewicowe sojusze osiągnęły najgorsze wyniki w wyborach od 1990 roku, podczas gdy koalicja Szerokiego Frontu i Partii Komunistycznej stajła się drugą co do wielkości siłą polityczną[139][140].
- Sąd Najwyższy Samoa pozwolił Naomi Mataʻafa utworzenie nowego rządu i tym samym została ona pierwszą kobietą premier Samoa, kończąc polityczny impas. Oznacza to koniec długiej kadencji obecnego premiera Tuilaʻepa Sailele Malielegaoi, który sprawował władzę od listopada 1998 roku[141].
- Indonezyjska firma płatności cyfrowych Gojek ogłosiła fuzję z witryną e-commerce Tokopedia w celu utworzenia GoTo Group. Dążąc do IPO o wartości od 35 do 40 miliardów dolarów, Gojek stwierdził, że jest to największa transakcja biznesowa w kraju[142].
- Kirgiski parlament ogłosił, że poparł plan przejęcia krajowej kopalni złota Kumtor po tym, jak Centerra Gold oświadczyło, że doprowadzi rząd Kirgistanu do sądu międzynarodowego[143].

## 16 maja
- Konflikt izraelsko-palestyński:

- Izrael kontynuował naloty na Strefę Gazy, zabijając kilka osób, w tym 42 w mieście Gaza. Całkowita liczba ofiar śmiertelnych w tym regionie wzrosła do 192 osób, w tym 58 dzieci i 34 kobiet. Z kolei Hamas wystrzelił ponad 190 rakiet na miasta w południowym Izraelu, uszkadzając liczne budynki, w tym synagogę. W zeszłym tygodniu wystrzelono około 3000 rakiet. Siły Powietrzne Izraela zniszczyły biuro i dom Yahya Sinwara, najwyższego rangą funkcjonariusza Hamasu w Gazie.
- Konwój pokryty palestyńskimi flagami przejechał przez północny Londyn, głosząc antysemickie hasła. Cztery osoby zostały aresztowane pod zarzutem popełnienia przestępstw o charakterze rasowym i zakłócania porządku publicznego. Ponadto w Berlinie podczas protestów przeciwko izraelskim nalotom w Strefie Gazy wybuchły brutalne przepychanki, podczas których zaatakowano izraelskiego dziennikarza telewizyjnego. Z kolei policja w Montrealu użyła gazu łzawiącego, aby rozproszyć protest w centrum miasta, w którym proizraelscy protestujący ścierali się z pro-palestyńskimi protestującymi.

- Dwie osoby zginęły, a co najmniej 100 innych zostało rannych, gdy w częściowo wybudowanej synagodze w Giwat Ze’ew na Zachodnim Brzegu zawaliła się wielopoziomowa konstrukcja do siedzenia[150].
- Po dyskusjach w Katarze i Pakistanie przedstawiciele Talibów podobno zgodzili się na rozmowy z zespołem Republiki Afganistanu w Dosze oraz na szczyt w Stambule, na który początkowo odmówili[151].
- Chilijczycy zostali wezwani na drugi dzień głosowania, aby wybrać 155 członków Konwencji Konstytucyjnej w celu zmiany konstytucji z czasów Augusto Pinocheta. Według wyników zwycięstwo odniosła w większości centrolewica oraz niezależni kandydaci[152].
- Zamach stanu w Mjanmie: Papież Franciszek potępił przemoc i represje w Mjanmie i ponownie potępił zamach stanu, który obalił Aung San Suu Kyi 1 lutego 2021 roku. Powiedział protestującym, aby nie rozpaczali „w obliczu zła lub dali się podzielić”[153].
- W Hollywood na Florydzie w Stanach Zjednoczonych Andrea Meza z Meksyku została koronowana na Miss Universe[154].

## 15 maja
- Konflikt izraelsko-palestyński:

- Liczba ofiar śmiertelnych w Gazie spowodowanych izraelskimi nalotami wzrosła do 145 osób, a co najmniej 950 osób zostało rannych. Drugi obóz dla uchodźców został zbombardowany, w wyniku czego zginęło wiele osób. Dwóch demonstrantów zostało zabitych na Zachodnim Brzegu. Siedziby wielu organizacji medialnych w Gazie, w tym Al-Dżazira i Associated Press, zostały zniszczone w wyniku bombardowań. Ponadto w Ramat Ganie w dystrykcie Tel Awiw zginął mężczyzna podczas ataku rakietowego. Z kolei premier Izraela Binjamin Netanjahu powiedział, że naloty na Gazę będą trwały „tak długo, jak potrzeba”. Ostrzegał również przywódców Hamasu, aby się nie ukrywali.
- Policja z Dżammu i Kaszmiru aresztowała 21 osób w Kaszmirze w Indiach za organizowanie protestów na rzecz Palestyny. Następnie policja w Paryżu użyła gazu łzawiącego i armatek wodnych przeciwko pro-palestyńskim protestującym. Miało to miejsce dzień po tym, jak francuski sąd zakazał protestów popierających Palestynę. Protestujący zebrali się również w Londynie i Madrycie w solidarności z Palestyną. W Londynie protestujący zgromadzili się w Hyde Parku i ambasadzie Izraela. Były przywódca laburzystów Jeremy Corbyn również przemawiał na londyńskim proteście. W Stanach Zjednoczonych protesty odbyły się w Atlancie, Bostonie, Louisville, Los Angeles, Nowym Jorku, Filadelfii i innych miastach, domagając się zakończenia izraelskich nalotów w Strefie Gazy. Z kolei w Toronto kilku proizraelskich protestujących zostało rannych w starciach z pro-palestyńskimi protestującymi na placu Nathan Phillips Square.

- Prezydent Dżibuti Ismail Omar Guelleh został zaprzysiężony na piątą kadencję[162].
- Premier Konga Anatole Collinet Makosso zaprezentował skład nowego rządu[163].
- O godzinie 01:11 CEST na równinie Utopia Planitia na Marsie wylądował pierwszy chiński łazik o nazwie Zhurong. Lądowanie nastąpiło w ramach misji Tianwen-1. W wyniku tego Chiny są trzecim krajem, któremu udało się miękko wylądować na planecie[164][165].
- Według doniesień spektrometr do ciężkich atomów i struktury jądrowej w Ośrodku Badań Ciężkich Jonów w mieście Lanzhou w Chinach stworzył nowy izotop uranu, uran-214[166].

## 14 maja
- Wojna w Afganistanie: 12 osób, w tym imam, zostało zabitych, a 15 kolejnych zostało rannych, podczas wybuchu bomby w meczecie w dzielnicy Shakardara na obrzeżach Kabulu. Talibowie potępili atak, do którego nikt się nie przyznał[167].
- Konflikt izraelsko-palestyński:

- Liczba ofiar izraelskich nalotów w Strefie Gazy wzrosła do 137 osób, a ponad 920 zostało rannych, w miarę nasilania się ostrzałów i bombardowań w dzielnicach Gazy. W obozie dla uchodźców Shati doszło do bombardowań, w wyniku których zginęło 10 osób, w tym ośmioro dzieci. Liczba ofiar śmiertelnych w Izraelu wzrosła do dziewięciu zabitych. Międzynarodowy Trybunał Karny stwierdził, że osoby zaangażowane w konflikt mogą być celem dochodzenia w sprawie zbrodni wojennych. Przemoc trwa również na Zachodnim Brzegu, gdzie izraelscy osadnicy zaatakowali palestyńskie domy w mieście Hebron. Ponadto 11 demonstrantów na Zachodnim Brzegu zostaje zastrzelonych przez żołnierzy. Ponadto dwóch mężczyzn zostaje zabitych w Libanie podczas protestów na granicy przeciwko żołnierzom izraelskim.
- Jordańska policja rozproszyła protestujących, którzy próbowali dotrzeć do mostu Allenby’ego w pobliżu granicy z Izraelem. Dodatkowo protestujący z Libanu dotarli również do izraelskiej granicy. Ponadto pro-palestyńscy protestujący dokonali szturmu na tunel Queensway w Wielkiej Brytanii, zakłócając ruch uliczny. Z kolei Sąd we Francji zakazał planowanych w Paryżu pro-palestyńskich protestów. Jednak aktywiści stwierdzili, że protesty odbędą się zgodnie z planem.

- Irlandzkie Health Service Executive wyłączyło swoje systemy informatyczne w całym kraju po cyberataku z wykorzystaniem oprogramowania ransomware[172].
- Władze Wenezueli przejęły siedzibę opozycyjnej gazety "El Nacional" za niezapłacenie grzywny w wysokości 13 mln dolarów za rzekome zniesławienie członka Zjednoczonej Partii Socjalistycznej Wenezueli Diosdado Cabello[173].
- Tajwańska Centralna Komisja Wyborcza zatwierdziła trzy referenda, które odbędą się pod koniec sierpnia. Referenda pozwolą opinii publicznej zdecydować o zakazie stosowania wieprzowiny zawierającej raktopaminę, o przeprowadzeniu referendów tego samego dnia co wybory parlamentarne oraz o zmianie lokalizacji planowanego nowego terminalu skroplonego gazu ziemnego w celu ochrony środowiska morskiego[174].

## 13 maja
- Konflikt izraelsko-palestyński: Liczba ofiar śmiertelnych w wyniku nalotów w Gazie wzrosła do 103 osób, a 530 zostało rannych. Miasto Rafah było atakowane przez liczne izraelskie naloty. Na Zachodnim Brzegu trwały protesty, w wyniku których 35 kolejnych palestyńskich demonstrantów zostało rannych[175]. Siły Obronne Izraela stwierdziły, że wysłały dwie jednostki piechoty i jednostkę pancerną do granicy w Strefie Gazy kontrolowanej przez Hamas[176]. Następnie izraelskie ataki zniszczyły siedzibę bezpieczeństwa wewnętrznego Hamasu i bank centralny Gazy. Z kolei rzecznik Brygad Izz ad-Din al-Qassam, zbrojnego skrzydła Hamasu powiedział, że organizacja rozpoczęła "masowe uderzenia rakietowe", większe niż jakikolwiek inny atak na Izrael od 1948 roku[177].
- Wojna w Afganistanie: W czterech zamachach bombowych zginęło jedenastu cywilów, a dziesiątki innych zostało rannych w całym kraju podczas trzydniowego zawieszenia broni ogłoszonego przez Talibów w celu obserwacji Id al-Fitr. Żadna grupa nie przyznała się do ataków[178]. Ponadto ostatni żołnierze hiszpańscy w Afganistanie powrócili do Hiszpanii, kończąc swoją misję po 19 latach[179].
- Wojna domowa w Syrii: Syryjskie Siły Demokratyczne doniosły, że kilka dni temu zlikwidowały 39-osobową komórkę IS w Al-Hasaka w prowincji Al-Hasakah. Komórka prawdopodobnie planowała atak podczas Id al-Fitr[180].
- Były prezydent Malediwów Mohamed Nasheed został przewieziony do Niemiec na dalsze leczenie po tym, jak został ciężko ranny wraz z trzema innymi osobami, podczas próby zamachu w Male tydzień temu. Władze Malediwów obwiniły islamskich ekstremistów, wśród których był niepopularny[181].
- Chiny „na czas nieokreślony” zawiesiły wszelką działalność w ramach strategicznego dialogu gospodarczego między Chinami a Australią. Stało się to po tym, jak Chiny nałożyły sankcje na australijskie wino i węgiel oraz nie odnowiły australijskich zezwoleń na import siana. Z kolei stany Australii anulowały swój udział w chińskiej inicjatywie Jeden pas i jedna droga i przeanalizowały dzierżawę chińskiej firmy Landbridge Group w Port Darwin, poprzednio przewidzianą na 99 lat na sumę 506 mln dolarów australijskich[182][183].
- Colonial Pipeline ponownie próbowało uruchomić ruch zasobów po cyberataku z 7 maja. W międzyczasie ujawniono, że cyberatak był wymierzony w komputery firmowe, a dostawa zasobów fizycznych została w odpowiedzi wyłączona. Ponadto przed atakiem skradziono 100 GB danych korporacyjnych Colonial Pipeline. Grupa hakerów DarkSide próbowała zdystansować się od ataku, mówiąc, że dostarcza oprogramowanie Ransomware as a Service (RaaS), sprzedaje licencje innym przestępcom, a „podmioty stowarzyszone nie mogą atakować szpitali, szkół, uniwersytetów, organizacji non-profit i podmiotów sektora publicznego”[184][185][186].
- Zespół naukowców od chemii i inżynierii materiałowej z Japonii opublikował metodę przygotowania wytrzymałych i rozciągliwych hydrożeli oraz dostrojenia warunków polimeryzacji bez wprowadzania specjalnej struktury. Metoda ma zastosowanie w sztucznych stawach, elastycznych soczewkach kontaktowych, bioczujnikach, podawaniu leków i miękkiej robotyce[187][188].
- Eid al-Fitr, „święto przełamania postu”, było obchodzone w meczecie Hagia Sophia w Stambule po raz pierwszy od 87 lat[189].

## 12 maja
- Konflikt izraelsko-palestyński:

- 37 palestyńskich cywilów zostało zabitych w kolejnych nalotach przeprowadzonych przez Izrael w Strefie Gazy, co zwiększyło liczbę ofiar śmiertelnych do 69. Wśród ofiar było dziecko i jego rodzice, którzy zginęli, gdy zawalił się budynek mieszkalny oraz pięciu rolników, którzy zginęli w swoich gospodarstwach. Co najmniej 390 osób zostało rannych. Główna siedziba Palestyny i wszystkie posterunki policji w Gazie zostały zniszczone przez naloty. Protesty wybuchły również na Zachodnim Brzegu, w wyniku czego zginęło trzech demonstrantów. Trzy kolejne osoby zginęły od rakiet Hamasu w Lod, a jeden żołnierz IDF został zabity podczas bombardowania wojskowego jeepa poza Gazą, co zwiększyło liczbę ofiar śmiertelnych Izraela do siedmiu osób. Następnie Siły Obronne Izraela stwierdziły, że przeprowadziły „złożoną i pierwszą tego typu operację” w Strefie Gazy, zabijając kilku wysokich rangą członków Hamasu. Z kolei Premier Izraela Binjamin Netanjahu ogłosił stan wyjątkowy w mieście Lod w następstwie zamieszek między Arabami i Żydami. Jest to pierwsze użycie nadzwyczajnych uprawnień wobec społeczności arabskiej w Izraelu od 1966 roku. Sekretarz stanu USA Antony Blinken ogłosił, że administracja Bidena wyśle dyplomatę Hady’ego Amra, aby pomógł rozładować napięcie. Blinken bronił również prawa Izraela do istnienia i potępił Hamas za wystrzeliwanie rakiet.
- Protestujący zebrali się w Paryżu we Francji w celu poparcia Palestyny po atakach na meczet Al-Aksa i Strefę Gazy. Protestujące tłumy zostały rozproszone przez policję. Ponadto protesty wybuchły również w Chicago w stanie Illinois przeciwko okupacji Izraela. Ponadto w Milwaukee protestujący zgromadzili się w pobliżu rzeźby The Calling w opozycji do izraelskiej okupacji.

- Wojna w Afganistanie: Mułła Mannan Niazi, zastępca przywódcy odłamowej grupy Talibów pod przywództwem mułły Rasula, został ranny i pozostawiony w śpiączce po tym, jak napastnicy zaatakowali obszar, w którym mieszkał w prowincji Herat. Podczas starcia zginęło również trzech ludzi Niaziego, a czterech innych zostało rannych[198]. Ponadto urzędnicy afgańscy potwierdzili, że dystrykt Nirkh w prowincji Maidan Wardak został zajęty przez Talibów, gdy grupa zajęła budynek dystryktu. Ataki znacznie wzrosły, ponieważ wojska Stanów Zjednoczonych zaczęły wycofywanie się z kraju przed ostatecznym terminem 11 września 2021[199].
- Prezydent Kolumbii Iván Duque Márquez ogłosił, że wobec 65 funkcjonariuszy rozpoczęto postępowanie dyscyplinarne za akty brutalności popełnione podczas tłumienia demonstracji antyrządowych. Spośród tych działań osiem dotyczyło zabójstw, 27 nadużyć władzy, a 11 za napaści fizyczne[200].
- Rząd Sierra Leone postanawia dążyć do zniesienia kary śmierci[201].
- Anatole Collinet Makosso został mianowany premierem Konga[202].
- Minister spraw zagranicznych Wielkiej Brytanii Dominic Raab poinformował, że zbrodniarz wojenny i były prezydent Republiki Serbskiej Radovan Karadžić będzie odbywał resztę dożywocia w Wielkiej Brytanii. Karadžić został skazany przez Międzynarodowy Trybunał Karny dla byłej Jugosławii w 2019 roku za zbrodnie przeciwko ludzkości popełnione podczas wojny w Bośni[203].
- Amazon wygrał spór prawny przeciwko nakazowi Unii Europejskiej zwrotu 250 milionów euro (303 milionów dolarów) podatków. Ta porażka ponownie wezwała prawodawców UE do zawarcia globalnej umowy w sprawie podatku od osób prawnych oraz wyrazili swoje poparcie dla proponowanej przez administrację Bidena minimalnej stawki podatkowej wynoszącej 21% dla przedsiębiorstw międzynarodowych[204].
- Tesla ogłosiła, że nie będzie już akceptować Bitcoina jako środka płatności. Elon Musk oświadczył, że spółce nie podoba się wysokie zużycie energii związane z kryptowalutami[205].
- Amerykańska komik Ellen DeGeneres ogłosiła, że jej talk-show The Ellen DeGeneres Show po produkcji nadchodzącego 19. sezonu zakończy swoją emisję (po 19 latach)[206].

## 11 maja
- Strzelanina w szkole w Kazaniu: Siedmiu uczniów i dwóch nauczycieli zostało zabitych, a 21 innych zostało rannych w strzelaninie w szkole w Kazaniu w Tatarstanie w Rosji. Napastnik został aresztowany[207].
- Konflikt izraelsko-palestyński:

- Izrael przeprowadził kolejną serię nalotów w Strefie Gazy, zabijając osiem osób i raniąc kilka innych, w wyniku czego całkowita liczba ofiar nalotów wzrosła do 32. Ponadto Wieża Hanadi również zostało zniszczona podczas incydentu. Hamas odpowiadział na ataki wystrzeliwując rakiety w kierunku Izraela, w tym kilka w kierunku Tel Awiwu, zabijając trzy osoby. Następnie mężczyzna został zabity, a dwóch kolejnych zostało rannych po tym, jak żydowski napastnik otworzył ogień do grupy protestujących w Lod. Palestyńska aktorka Maisa Abd Elhadi została ranna po postrzeleniu przez izraelską policję w Hajfie.
- Z kolei w Londynie, Nowym Jorku i innych miastach na całym świecie wybuchły protesty wyrażające solidarność z Palestyną. Na Manhattanie pro-palestyńscy protestujący gromadzili się przy izraelskim konsulacie przy East 42nd Street. Ponadto przedstawiciele USA, Rashida Tlaib i André Carson, uczestniczyli w proteście przed Departamentem Stanu w Waszyngtonie.

- Uzbrojeni górnicy na siedmiu łodziach zaatakowali rdzenną społeczność Yanomami w brazylijskim lesie deszczowym Amazonii, otwierając do nich ogień i raniąc jedną osobę. Janomamowie odpowiedzieli na atak, zabijając trzech górników i raniąc czterech innych[213].
- Niektórym stacjom benzynowym w stanach Alabama, Floryda i Karolina Północna w Stanach Zjednoczonych zaczęło brakować paliwa, gdy zamknięto rurociągu Colonial Pipeline po cyberataku z 7 maja 2021 roku[214].

## 10 maja
- Wojna w Afganistanie: 11 osób zginęło, a 29 zostało rannych, gdy przydrożna bomba wybuchła koło autobusu w prowincji Zabol[215]. Następnie pięciu członków National Directorate of Security (w tym szef dyrekcji ekonomicznej prowincji i kierownik oddziału banku centralnego w prowincji Logar) zginęło w trzech oddzielnych atakach, z których wszystkie obejmowały ataki nieznanych napastników. Podczas czwartego ataku w tej samej prowincji, dwóch cywilów zostało zabitych, a sześciu zostało rannych po tym, jak dwa pociski moździerzowe trafiły dom[216]. Z kolei we wczesnych godzinach rannych Talibowie ogłosili trzydniowe zawieszenie broni, aby obchodzić święto Id al-Fitr. Rzecznik Talibów powiedział, że mudżahedinom zależy na zapewnieniu pokojowej i bezpiecznej atmosfery swoim rodakom[217].
- Konflikt izraelsko-palestyński: W Strefie Gazy palestyński Hamas wystrzelił w kierunku Izraela wiele rakiet, w tym także w stronę Jerozolimy. Nie wszystkie zostały przechwycone przez system obrony Żelazna Kopuła, w wyniku czego rannych zostało 31 Izraelczyków. Izrael wziął odwet za atak, dokonując nalotów w Strefie Gazy, zabijając 24 osoby i raniąc 103 inne. Wśród zabitych było dziewięcioro dzieci i przywódca Hamasu[218].
- Po 12 dniach protestów w Kolumbii prezydent Iván Duque Márquez nakazał masowe rozmieszczenie wojsk w mieście Cali i okolicach[219].
- Konflikt kirgisko–tadżykistański: Obywatele, którzy zostali ewakuowali się z obwodu batkeńskiego w wyniku starć na granicy Kirgistanu i Tadżykistanu, wrócili do swoich domów po raz pierwszy od początku walk[220].
- Parlament Federalny Nepalu przegłosował 124–93 za wotum nieufności wobec premiera Khadga Prasad Sharma Oli zarówno w związku z jego podejściem do pandemii COVID-19, jak i jego próbami kierowania rządem mniejszościowym po tym, jak jego partia, Partia Komunistyczna Nepalu, podzieliła się na Komunistyczną Partię Nepalu – UML i Komunistyczną Partię Nepalu – Maoistów na początku 2021 roku. Prezydent Bidhya Devi Bhandari zamiarzała mianować Sharma Oli premierem do następnych wyborów[221].
- Katastrofa w Czarnobylu: Ukraińscy naukowcy donieśli, że z nieznanego powodu w pozostałościach elektrowni jądrowej wzrósł poziom promieniowania jonizującego. W większości obszarów objętych ochroną poziom promieniowania spada, jednak w jednym konkretnym pomieszczeniu liczba promieniowania podwoiła się w ciągu ostatnich czterech lat. Te poziomy promieniowania są wystarczająco wysokie, aby uniemożliwić instalację czujników. Dodatkowo materiały zawierające paliwo, które początkowo miały konsystencję lawy, rozpadają się na radioaktywny pył[222][223].
- Źródła w rosyjskim przemyśle obronnym podały, że Rosja zamierza przeprowadzić trzy testy hipersonicznego międzykontynentalnego pocisku balistycznego RS-28 Sarmat w trzecim kwartale 2021 roku na Poligonie Rakietowym Kura w Kraju Kamczackim. Oczekuje się, że dwa z testów przetestują maksymalne możliwości ICBM o zasięgu 18 tys. km i prędkości około 20 machów, przed ostatecznym rozmieszczeniem ich w siłach zbrojnych w 2022 roku[224].

## 9 maja
- Osuwisko w tajnej kopalni złota w mieście Siguiri w Gwinei zabiło co najmniej 15 górników[225].
- Sześć osób zostało zabitych przez napastnika podczas strzelaniny na przyjęciu urodzinowym w rezydencji w Colorado Springs w stanie Kolorado. Uważa się, że napastnik, który popełnił samobójstwo na miejscu zdarzenia, był chłopakiem jednej z ofiar[226].
- Wojna w Afganistanie: Liczba ofiar śmiertelnych w wyniku ataku bombowego z 8 maja na szkołę w Kabulu wzrosła do 68 osób[227].
- Wojna domowa w Jemenie (od 2015): Marynarka Wojenna Stanów Zjednoczonych ogłosiła, że przejęła transport tysięcy broni na bezpaństwowym dau na Morzu Arabskim, który prawdopodobnie był w drodze do Jemenu[228].
- Konflikt izraelsko-palestyński: Izraelski Sąd Najwyższy zgodził się opóźnić wydanie orzeczenia w sprawie możliwości eksmisji palestyńskich mieszkańców dzielnicy Asz-Szajch Dżarrah we Wschodniej Jerozolimie, aby zrobić miejsce dla osadników żydowskich pod koniec tego miesiąca, po serii gwałtownych starć między izraelską policją a palestyńskimi demonstrantami w tej sprawie[229].
- Prezydent USA Joe Biden ogłosił stan wyjątkowy po cyberataku z 7 maja tegoż roku na Colonial Pipeline, największy rurociąg paliwowy w USA, który transportuje 2,5 miliona baryłek dziennie, co stanowi 45% dostaw oleju napędowego, benzyny i paliwa lotniczego na Wschodnim Wybrzeżu kraju[230].
- Claudia Blum, minister spraw zagranicznych Kolumbii, zrezygnowała ze stanowiska w obliczu trwających protestów antyrządowych, w których zginęło co najmniej 26 osób[231].
- Sąd w Kirgistanie ukarał spółkę należącą do Centerra Gold 261,7 miliardami somów (2,5 mld euro) kary za zanieczyszczenie środowiska w kopalni złota Kumtor[232].
- Korea Południowa poinformowała, że posiada obecnie największą na świecie liczbę patentów niezbędnych do spełniania norm, a za nią plasują się Stany Zjednoczone, Finlandia i Japonia. Patenty o zasadniczym znaczeniu dla norm odnoszą się do głównych technologii, które są niezbędne do wytwarzania znormalizowanych produktów i które muszą zostać zweryfikowane przez organizacje normalizacyjne[233].

## 8 maja
- Wojna w Afganistanie: W wyniku ataku bombowego w pobliżu szkoły w dystrykcie Hazara w Kabulu zginęło co najmniej 40 osób, a 52 kolejne zostały ranne. Wśród zabitych było kilku uczniów. Talibowie zaprzeczyli jakoby brali udział w ataku[234].
- Ponad 200 bojowników BIFF dokonało szturmu na miasto Datu Paglas na Filipinach, zmuszając wielu mieszkańców do ewakuacji. Rynek miasta został zajęty przez bojowników[235].
- Konflikt izraelsko-palestyński: W wyniku dalszych starć między palestyńskimi demonstrantami a izraelską policją na Starym Mieście we Wschodniej Jerozolimie zostało rannych co najmniej 90 Palestyńczyków[236].
- Szkocka Partia Narodowa po raz czwarty wygrała wybory parlamentarne. Oprócz Szkockich Zielonych większość miejsc w nowym parlamencie szkockim będzie należała do partii opowiadających się za drugim referendum niepodległościowym. Frekwencja wyborcza również osiągnęła rekordowy poziom 64%[237].

## 7 maja
- Konflikt izraelsko-palestyński: Co najmniej 178 Palestyńczyków zostało rannych w starciach z izraelską policją w Meczecie Al-Aksa i w innych miejscach we Wschodniej Jerozolimie[238].
- Co najmniej siedmiu policjantów zginęło w strzelaninie w stanie Rivers w Nigerii[239].
- Francuski minister spraw zagranicznych Jean-Yves Le Drian groził nasileniem presji na libańskic polityków, których oskarża o popełnienie „zbiorowego samobójstwa”, nie wyciągając kraju z zapaści gospodarczej. Podczas swojej wizyty w Bejrucie Le Drian powiedział, że działania karne mogą zostać podjęte przez Francję i Unię Europejską[240].
- Firma Colonial Pipeline, zaopatrująca 45% zapasów paliwa na wschodnim wybrzeżu Stanów Zjednoczonych, padła ofiarą ataku złośliwego oprogramowania, który spowodował zamknięcie ich systemu[241].
- Badanie całego genomu potwierdziło istnienie czterech odrębnych gatunków żyraf, potwierdzając wnioski z badania DNA z 2016 roku; wcześniej uważano, że wszystkie żyrafy należą do jednego gatunku. Badanie potwierdziło również istnienie siedmiu podgatunków żyraf[242].

## 6 maja
- Co najmniej 25 osób zginęło w strzelaninie między policją a handlarzami narkotyków w Rio de Janeiro w Brazylii[243].
- Konflikt kirgisko–tadżykistański: Kirgiskie ministerstwo ds. sytuacji nadzwyczajnych poinformowało, że 136 domów i 84 obiekty w regionie Batken zostało zniszczonych podczas starć na granicy[244]. Z kolei władze Tadżykistanu podały, że podczas starć granicznych z Kirgistanem zginęło 19 osób, a 87 zostało rannych[245].
- Były prezydent Malediwów Mohamed Nasheed i cztery inne osoby zostały ranne w wyniku wybuchu bomby w stolicy Male[246].
- Francja wysłała dwie łodzie patrolowe, Athos i Le Themis na Jersey w odpowiedzi na brytyjskie rozmieszczenie HMS Severn i HMS Tamar w okolicy wyspy. Spór powstał po tym, jak francuscy rybacy zagrozili blokadą portu Saint Helier w proteście przeciwko nowemu systemowi uzyskiwania zezwoleń połowowych[247].
- Łotewski Sejm zagłosował za formalnym uznaniem masakry Ormian dokonanej przez Imperium Osmańskie podczas I wojny światowej za ludobójstwo[248].

## 5 maja
- Czterech żołnierzy pakistańskich zostało zabitych, a sześciu zostało rannych podczas ataku bojowników w pobliżu granicy z Afganistanem[249].
- W wyniku katastrofy małego samolotu, który rozbił się o dom w Hattiesburg w stanie Mississippi, zginęły cztery osoby[250].
- Wojna domowa w Syrii: Izrael przeprowadził ostrzał miasta Masjaf w Syrii, zabijając jedną osobę i raniąc kolejne sześć. Przechwycono kilka kolejnych pocisków, w tym jeden, który dotarł do portowego miasta Latakia[251][252].
- Konflikt kirgisko–tadżykistański: Liczba ofiar śmiertelnych starć na granicy Kirgistanu i Tadżykistanu wzrosła do 55 osób[253].
- Premier Konga Clément Mouamba i jego rząd podali się do dymisji[254].
- Prezydent Kirgistanu Sadyr Dżaparow podpisał dekret zatwierdzający nową konstytucję, która została przyjęta w wyniku referendum z 11 kwietnia 2021 roku[255].
- Rakieta Starship SN15 firmy SpaceX wykonała swoje pierwsze udane pionowe lądowanie po wystrzeleniu z Boca Chica w Teksasie i wzniesieniu się na wysokość 10 km podczas lotu testowego[256].
- Platforma do udostępniania wideo LiveLeak zakończyła działalność po 15 latach. Na przestrzeni lat strona internetowa budziła kontrowersje, udostępniając filmy, takie jak zabijanie jeńców przez IS, egzekucję Saddama Husseina i antyislamski film Fitna, które zaowocowały cenzurą w wielu krajach[257].
- Wystartowało o północy Radio SuperNova, zastepując Radio Wawa[258][259].

## 4 maja
- Wojna w Afganistanie: Afgańskie siły bezpieczeństwa walczyły z ogromną ofensywą Talibów w prowincji Helmand, podczas gdy Stany Zjednoczone rozpoczęły wycofywać wojska z kraju przed ostatecznym terminem 11 września 2021 roku[260].
- Troje dzieci i dwóch pracowników zginęło podczas masowego ataku nożem w przedszkolu w Saudades w Brazylii. Jedno dziecko zostało ranne. Następnie napastnik dźga się nożem i jest w stanie krytycznym[261].
- Biuro Wysokiego komisarza Narodów Zjednoczonych ds. praw człowieka potępiło nadmierne użycie siły przez kolumbijskie siły bezpieczeństwa podczas trwających protestów, w których zginęło co najmniej 19 cywilów[262]. Z kolei Unia Europejska zaapelowała do sił bezpieczeństwa Kolumbii o unikanie stosowania nadmiernej siły podczas trwających protestów[263].

## 3 maja
- Co najmniej 30 cywilów zostajło zabitych, a 20 zostało rannych, gdy kilku uzbrojonych napastników zaatakowało wioskę w departamencie Foutouri w Burkinie Faso[264].
- W wyniku zawalenia się wiaduktu między stacjami Tezonco–Olivos na Linii 12 metra w Meksyku zginęły co najmniej 23 osoby, a co najmniej 70 innych zostało rannych, gdy pociąg spadł na drogę poniżej[265].
- Co najmniej 26 osób zginęło, gdy łódź motorowa zderzyła się ze statkiem przewożącym piasek na rzece Padma w Bangladeszu[266].
- 16 żołnierzy z Nigerii zostało zabitych, a sześciu innych zostało rannych, gdy ich patrol wpadł w zasadzkę w regionie Tahoua[267].
- Konflikt kirgisko–tadżykistański: Kirgistan i Tadżykistan zakończyły wycofywanie wojsk znad granicy[268]. Tadżykistan przyznał, że w starciach granicznych zginęło kilka osób. Liczba ofiar śmiertelnych w Kirgistanie wzrosła do 36 osób po śmierci 4-letniego chłopca[269][270]. Ponadto prokuratura generalna Tadżykistanu wszczęła śledztwo w sprawie żołnierzy i obywateli Kirgistanu za „rozpętanie agresywnej wojny”[271]. Z kolei Kirgizi w Niemczech i Wielkiej Brytanii organizowali wiece i protesty pod ambasadami Tadżykistanu, natomiast mieszkańcy San Francisco protestowali w obronie mieszkańców Batkenu i wzywali międzynarodowe instytucje do „postawienia przed sądem prezydenta Tadżykistanu Rahmona”[272].
- Konflikty wewnętrzne w Mjanmie: Armia Niepodległości Kaczinu (KIA) stwierdziła, że zestrzeliła wojskowy helikopter sił zbrojnych Mjanmy. Szef działu informacji separatystów poinformował, że zostali zaatakowani nalotami, w wyniku czego odpowiedzieli ogniem[273].
- Wojna w Afganistanie: Bomba eksplodowała w pobliżu szkoły w mieście Farah, raniąc 21 osób, w tym 10 uczniów[274].
- Prezydent Kolumbii Iván Duque Márquez stwierdził, że wycofuje kontrowersyjną propozycję reformy podatkowej po tym, jak tysiące ludzi, w większości robotników, wyszło na ulice w proteście przeciwko planom, które, jak mówią, są niesprawiedliwe w stosunku do biednych. W protestach zginęło sześć osób[275].
- Niemiecka policja podała, że zlikwidowała jedną z największych na świecie sieci z pornografią dziecięcą w dark webie, z ponad 400 tys. zarejestrowanych użytkowników. Cztery osoby zostały zatrzymane podczas nalotów, w tym mężczyzna z Paragwaju, podejrzany o prowadzenie sieci. Europol stwierdził, że kilka witryn z czatami pedofilskimi również zostało usuniętych podczas operacji wywiadowczej kierowanej przez Niemcy[276].
- Pandemia COVID-19: Według stanu na 3 maja liczba potwierdzonych zachorowań na całym świecie przekroczyła 154 miliony osób, zaś liczba potwierdzonych zgonów to ponad 3,2 miliona[277].

## 2 maja
- Konflikt kirgisko–tadżykistański: Liczba ofiar konfliktu wzrosła do 46, setki osób zostało rannych, a ponad 100 budynków zostało zniszczonych[278]; ponad 33 tys. kirgiskich cywilów ewakuowało się z Obwodu batkeńskiego w pobliżu granicy z Tadżykistanem[279]. Z kolei Ministerstwa Spraw Wewnętrznych Kirgistanu i Tadżykistanu doniosły, że sytuacja na granicy jest stabilna i spokojna. Oba kraje zgodziły się również na wycofanie wojsk znad granicy[280]. Ponadto MSW Kirgistanu wszczęło 11 śledztw w sprawie wydarzeń na granicy z Tadżykistanem[281].
- Prezydent Syrii Baszszar al-Asad podpisał dekret przewidujący amnestię i zmniejszający wyroki dla więźniów przed wyborami prezydenckimi, które odbędą się 26 maja 2021 roku[282].
- Policja w Stambule ogłosiła, że w środę (28 kwietnia 2021 roku) aresztowała Afgańczyka, który był bliskim współpracownikiem byłego przywódcy Państwa Islamskiego Abu Bakra al-Baghdadiego i który pomógł mu ukryć się w syryjskiej prowincji Idlib po tym, jak organizacja straciła swoje terytorium w 2019 roku. Mężczyzna żył w dzielnicy Ataşehir po azjatyckiej stronie miasta[283].

## 1 maja
- W pożarze szpitala w Bharuch, Gudźarat w Indiach, zginęło co najmniej 16 pacjentów chorych na COVID-19 oraz 2 pielęgniarki[284].
- Siedmiu członków sił zbrojnych Kurdystanu, Peszmergów, zostało zabitych w ataku Państwa Islamskiego w gubernatorstwie Kirkuk w północnej części Iraku[285][286].
- Wojna w Afganistanie: Stany Zjednoczone formalnie rozpoczęły wycofywanie swoich wojsk z Afganistanu, aby zaznaczyć ostatnią fazę i zakończyć swoją najdłuższą wojnę. Dodatkowo NATO również zaczęło wycofywać swoje wojska[287]. Ponadto Talibowie opanowali bazę afgańskiej armii w prowincji Ghazni, chwytając dziesiątki żołnierzy i zabijając „wielu innych”. Pełniący obowiązki ministra obrony, generał Yasin Zia, potwierdził zdobycie bazy przez Talibów[288].
- Konflikt kirgisko–tadżykistański: Prezydent Kirgistanu Sadyr Dżaparow podpisał dekret ogłaszający dwudniową ogólnokrajową żałobę po żołnierzach poległych podczas starć granicznych z Tadżykistanem[289]. Ponadto Kirgistan zarzucił Tadżykistanowi gromadzenie na granicy wojsk i sprzętu wojskowego oraz oskarżył siły tadżyckie o otwarcie ognia do kirgiskich pojazdów w okolicy. Rzecznik Tadżykistanu przemawiający z Duszanbe powiedział, że kraj trzyma się zawieszenia broni i wycofywania wojsk[290]. Następnie Kirgistan i Tadżykistan zgodziły się na nowe zawieszenie broni po starciach granicznych, które objęły wycofanie wojsk znad granicy. Z kolei minister spraw zagranicznych Rosji Siergiej Ławrow wezwał oba kraje do przestrzegania umowy[291][292].
- Czteroosobowa załoga SpaceX Crew Dragon Resilience z powodzeniem wylądowała w Zatoce Meksykańskiej u wybrzeży Panama City na Florydzie, wracając z sześciomiesięcznej misji na Międzynarodowej Stacji Kosmicznej[293].